# Mac OS X v10.1
Mac OS X version 10.1, kodnamn Puma var den första riktiga uppdateringen av Apple Incs Mac OS operativsystem. Version 10.1 släpptes officiellt den 25 september 2001 som en gratis uppdatering till Mac OS X v10.0. I och med att version 10.1.2 släpptes så gjorde Apple Mac OS X till deras förinstallerade operativsystem på nya Macar.
Operativsystemet delades ut gratis av Apples anställda efter Steve Jobs anförande på Seybold publishing conference i San Francisco. De som inte hade närvarat på konferensen kunde sedan köpa sig ett eget exemplar den 25 oktober 2001. Operativsystemet fick ett varmare mottagande än föregångaren (Mac OS X 10.0) även om kritiker fortfarande hävdade att operativsystemet saknade nödvändiga funktioner och fortfarande hade problem med buggar.

## Systemkrav
- Datorer som stöds – Power Mac G3, G4, G4 Cube, iMac, PowerBook, or iBook
- Krav på internminne – 128 megabytes
- Krav på hårddiskutrymme – 1.5 gigabytes

## Finesser
Apple introducerade många funktioner som saknades i den föregående version samtidigt som de förbättrade systemets prestanda.
Den här version kom med några stora nya finesser till Mac OS X plattformen:
- Prestandaförbättringar över hela systemet
- Lättare CD- och DVD-bränning från Finder såväl som Itunes
- DVD-spelare
- Stöd för fler skrivare – En stor orsak till den kritik man fick över Mac OS X 10.0 var att det saknades drivrutiner för skrivare. Apple försökte här råda bot på den kritiken men det var fortfarande många som ansåg att det fortfarande saknades drivrutiner.
- Snabbare 3D (OpenGL arbetar 20% snabbare - OpenGL drivrutinerna hade förbättrats avsevärt vilket gjorde att de 3D element i gränssnittet flöt på bättre och att hastigheten för 3D program förbättrades.
- Förbättrad Applescript – Gränssnittet för skriptning stödjer nu fler komponenter såsom Printer Center och Terminalen. Dessutom lanserades Applescript Studio vilket gjorde det möjligt att skapa program av Applescript genom ett enkelt grafiskt gränssnitt.
- ColorSync 4.0 – färghanteringssystem och API.
- Image Capture - Används för att importera bilder ifrån digital kameror och scanners.

## Kritik
Trots att Mac OS X 10.1 var ett mycket bättre operativsystem än föregångaren så fick den ändå sin beskärda del av kritik.
- System prestanda: Trots att systemprestandan hade förbättrats avsevärt så var den inte tillräckligt effektiv för en del användare att byta från Mac OS 9 till Mac OS X som deras huvudsakliga operativsystem.
- Inte tillräckligt med förändringar: Även om Mac OS X 10.1 kom med ett par nya viktiga funktioner så var många användare ändå missnöjda då flera allvarliga buggar var kvar som kunde orsaka att hela systemet kraschade.

## Mac OS X 10.1 som standardoperativsystem
Kritiker menade att Mac OS X fortfarande inte var redo för att användas som standardoperativsystem. Något som stödde deras argument var att det var först i och med lanseringen av Mac OS X 10.1.2 som Mac OS X kom förinstallerat på de datorer som Apple levererade.